# Бухвальд, Стивен
Стивен Бухвальд (Stephen Leffler Buchwald; род. 1955, Блумингтон, Индиана) — американский химик-органик, член НАН США (2000).
Профессор Массачусетского технологического института, где трудится вот уже более трети века. В честь него и Джона Хартвига названа реакция аминирования по Бухвальду-Хартвигу (Buchwald–Hartwig amination), за которую они удостоились премии Вольфа (2019).

## Биография
Окончил Брауновский университет (бакалавр, 1977), где занимался с David E. Cane, а также с профессором Гилбертом Сторком в Колумбийском университете. В том же 1977 году поступил в Гарвард и в 1982 году под началом Джереми Ноулза получил степень доктора философии. Затем являлся постдоком у Роберта Граббса в Калтехе. С 1984 года в Массачусетском технологическом институте: первоначально ассистент-профессор, с 1989 года ассоциированный профессор, с 1993 года профессор, именной (Camille Dreyfus Professor) с 1997 года; с 2015 года заместитель главы кафедры химии. Фелло Американской академии искусств и наук (2000). Ассоциированный редактор Advanced Synthesis & Catalysis.
Автор более 490 работ, 47 патентов.
Женат на Susan Haber.

## Награды и отличия
- MIT Harold E. Edgerton Faculty Achievement Award
- Arthur C. Cope Scholar Award Американского химического общества
- NIH MERIT award[англ.]
- American Chemical Society Award in Organometallic Chemistry[нем.] (2000)
- Bristol-Myers Squibb Award[англ.] (2005)
- American Chemical Society Award for Creative Work in Synthetic Organic Chemistry[нем.] (2006)
- Siegfried Medal Award in Chemical Methods Which Impact Process Chemistry (2006)
- Gustavus J. Esselen Award for Chemistry in the Public Interest, NESACS (2010)
- Премия имени Артура Коупа (2013)
- Премия Лайнуса Полинга (2014)
- Улиссовская медаль (2014), высшее отличие Университетского колледжа Дублина[2]
- BBVA Foundation Frontiers of Knowledge Award (2014)[3]
- Почётный доктор Университета Южной Флориды (2015)
- William H. Nichols Medal[англ.] (2016)
- Dr. Karl Wamsler Innovation Award (2018)[4]
- Tetrahedron Prize[англ.] (2018, совместно с Дж. Хартвигом)[5]
- Roger Adams Award[нем.] (2019)
- Премия Вольфа (2019, совместно с Дж. Хартвигом)[6]